# Hypoponera inexorata
Hypoponera inexorata är en myrart som först beskrevs av Wheeler 1903.  Hypoponera inexorata ingår i släktet Hypoponera och familjen myror.

## Underarter
Arten delas in i följande underarter:
- H. i. fallax
- H. i. inexorata

## Bildgalleri

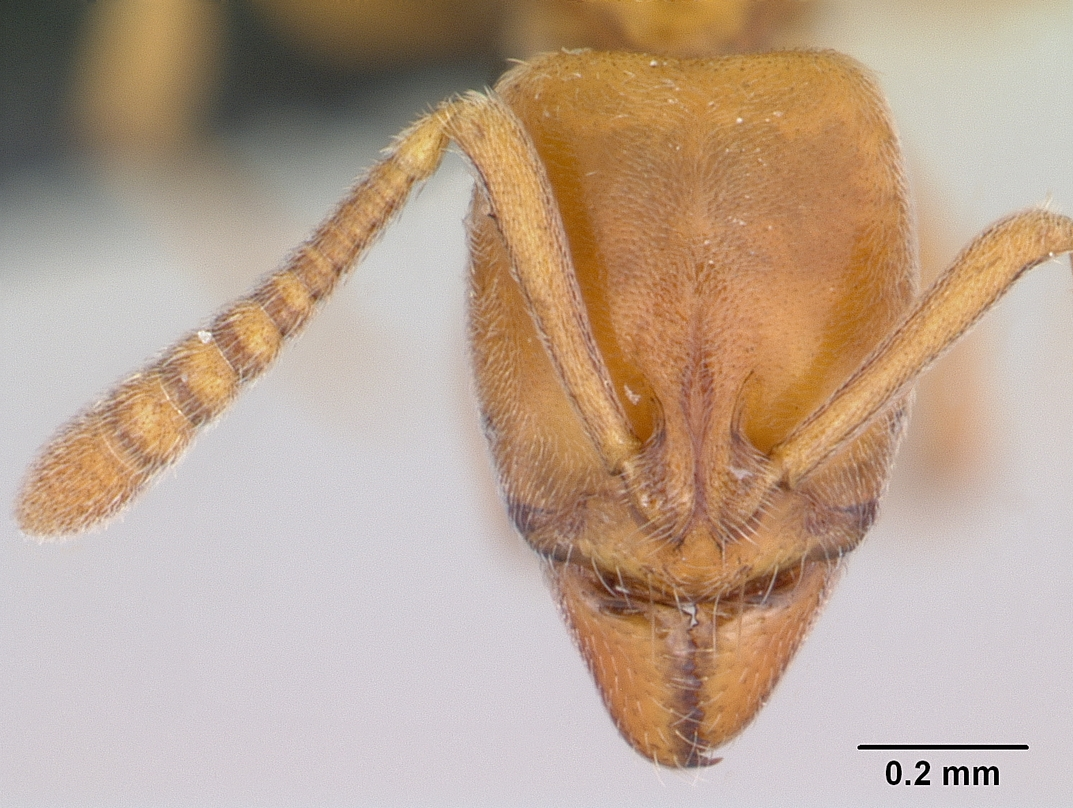
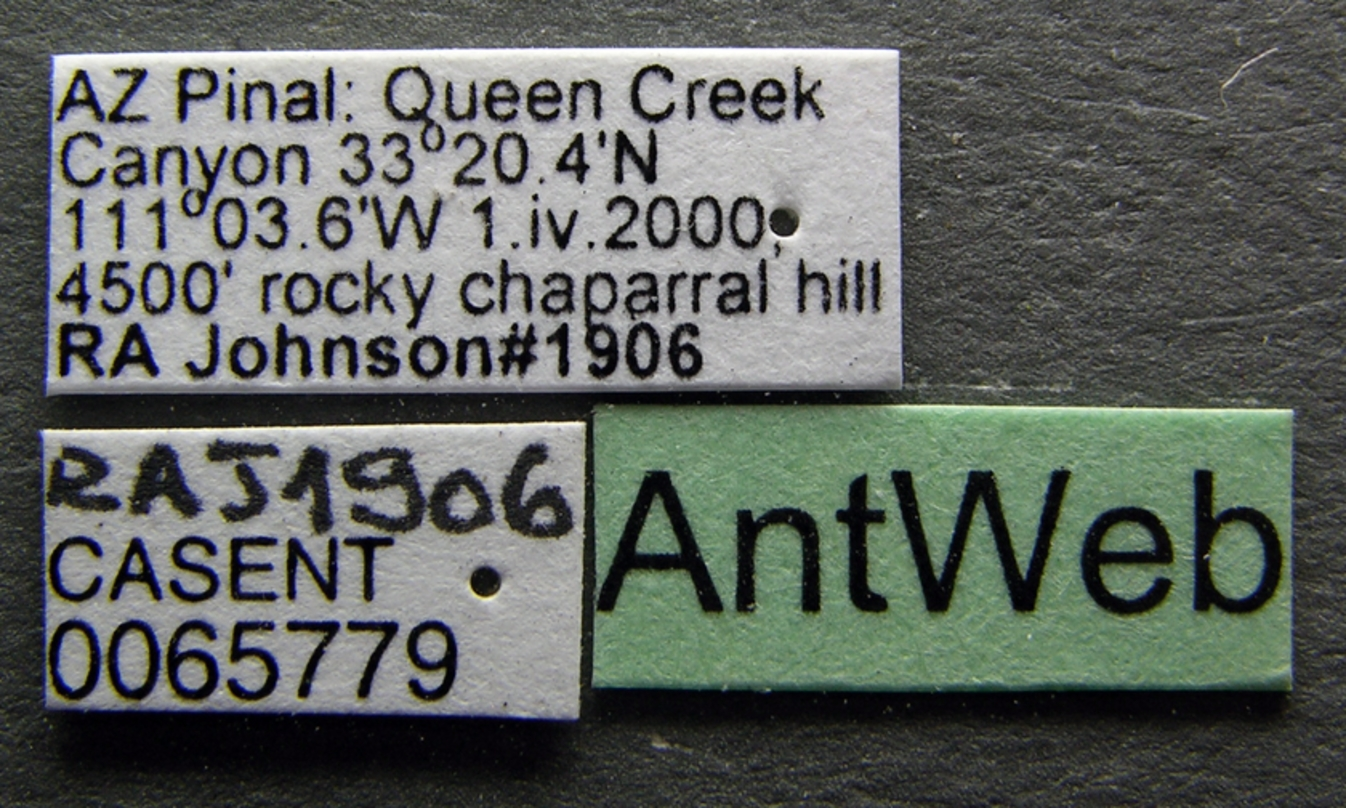
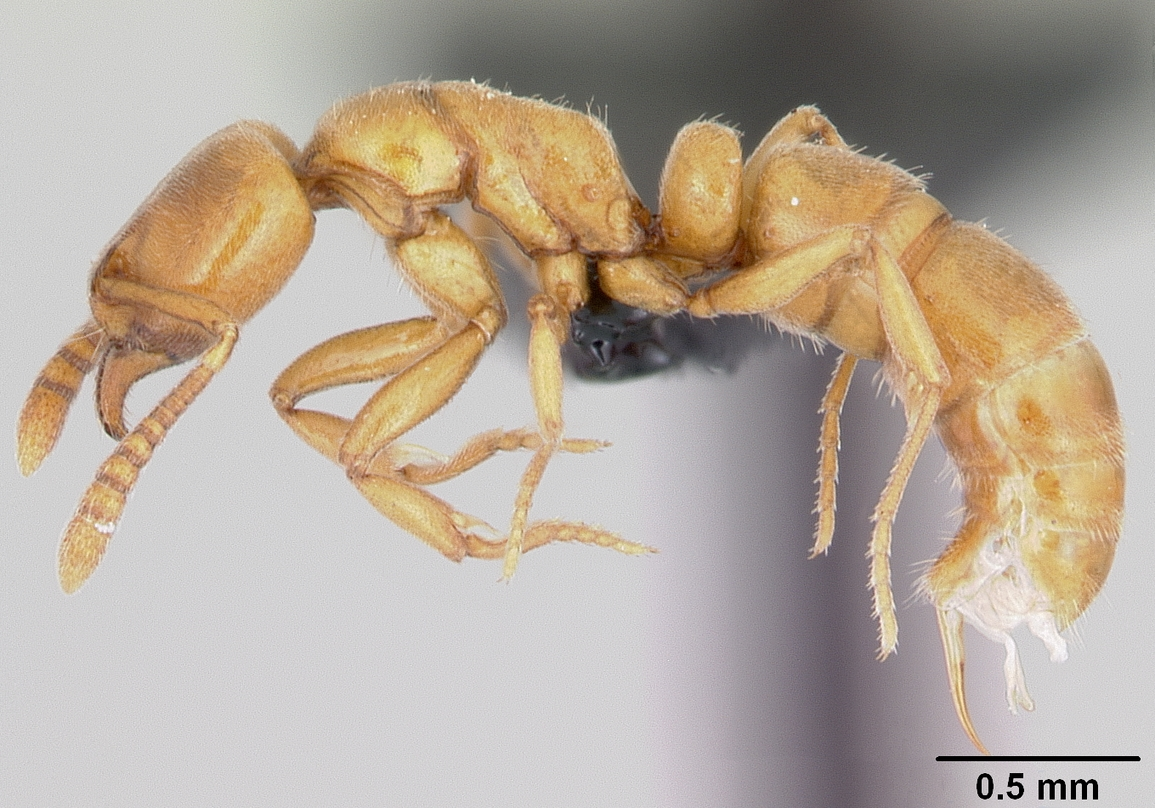
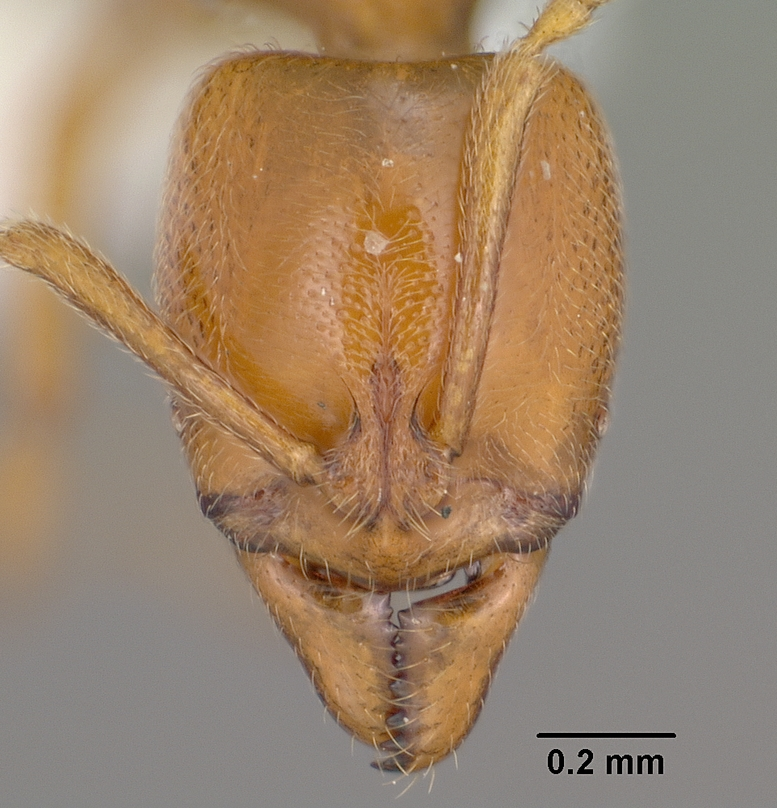
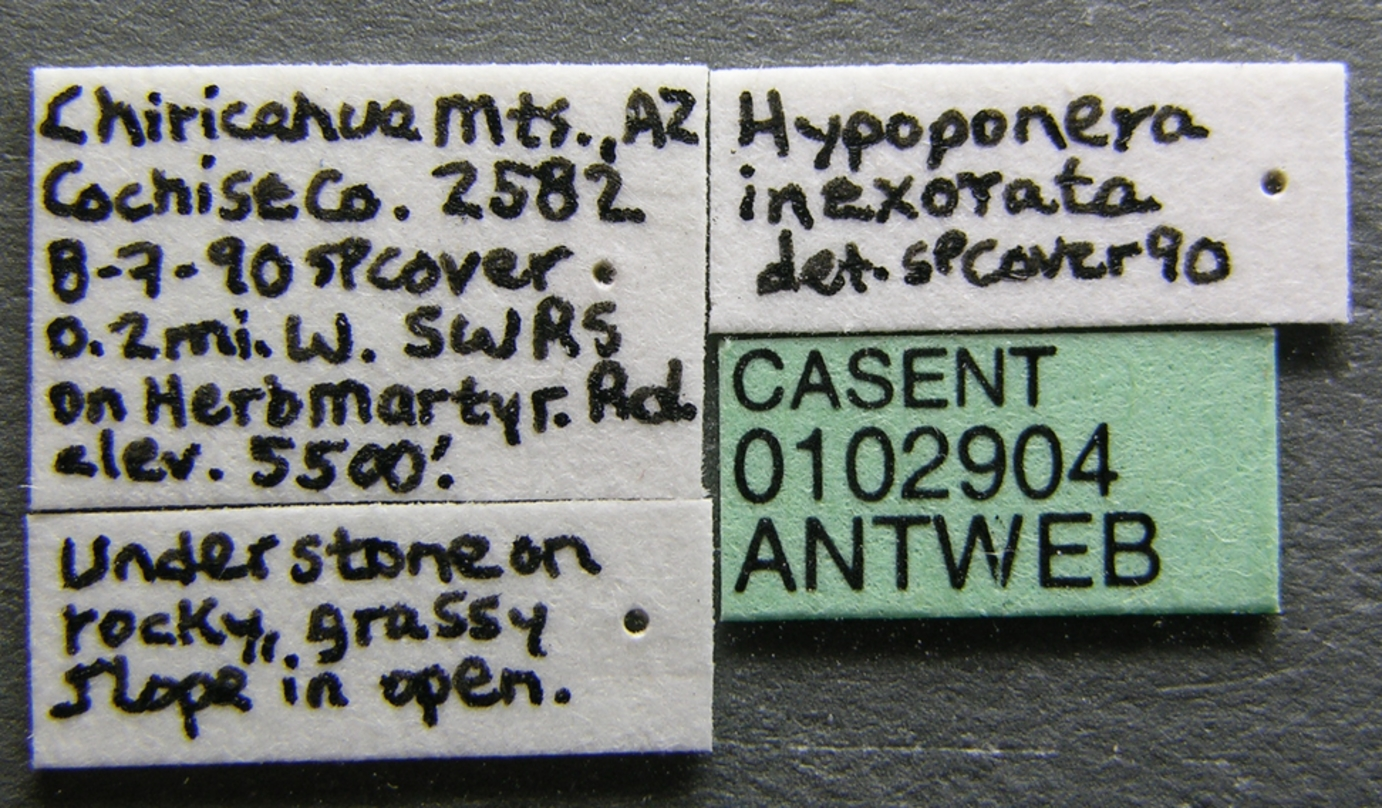
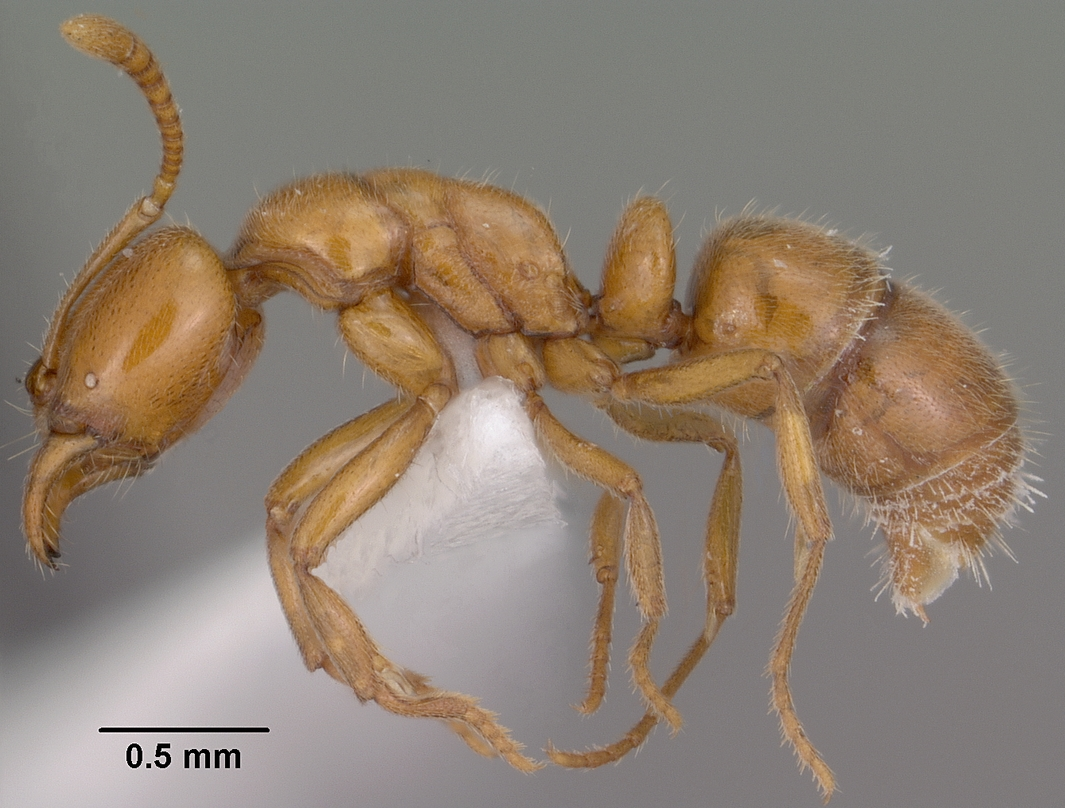